# Chevrolet Orlando (2018)

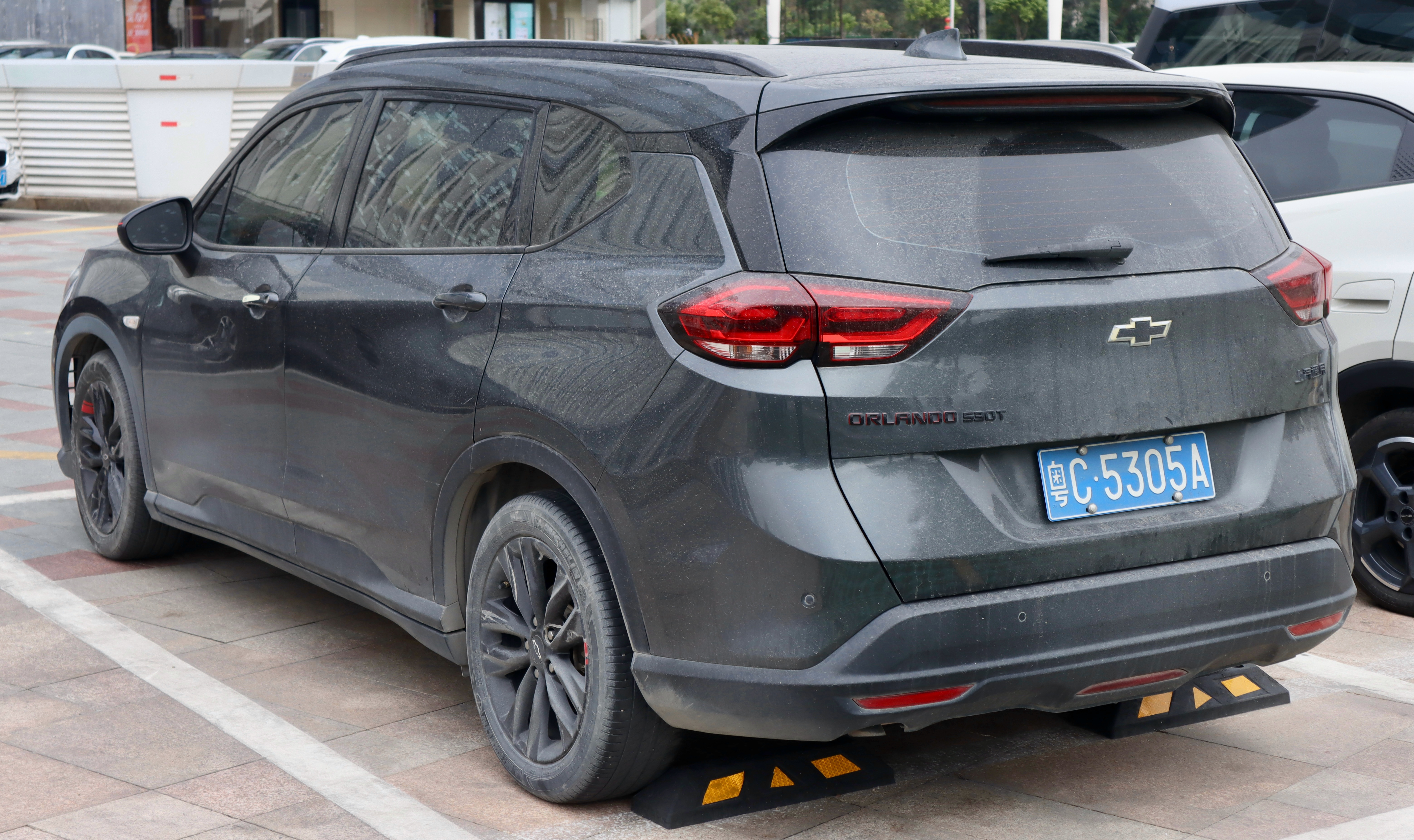
Вид сзади

Chevrolet Orlando — компактвэн вместимостью от пяти до семи мест, выпускавшийся с 2018 по 2023 год подразделением Chevrolet компании General Motors в Китае. На других рынках продолжаются продажи первого поколения Orlando. 

## Описание
Впервые второе поколение Chevrolet Orlando было представлено в конце августа 2018 года в Чэнду. Продажи начались в сентябре того же года. Orlando является первым автомобилем Chevrolet, продававшимся в Китае в комплектации «Redline». Ранее в 2017 году на автосалоне в Шанхае был представлен концепт-кар Chevrolet FNR-X.
Длина автомобиля составляет 4684 мм, ширина — 1807 мм, высота — 1628 мм, а колёсная база — 2796 мм. Светотехника автомобиля светодиодная. Также имеется стеклянная панорамная крыша. При разложенных сиденьях третьего ряда объём багажного отделения составляет 109 л, при сложенных сиденьях третьего ряда — 479 л, а при сложенных сиденьях второго и третьего рядов — 1520 л. 

## Технические характеристики
Второе поколение Chevrolet Orlando выпускалось на платформе D2XX. Автомобили оснащались 1,3-литровым бензиновым турбодвигателем GM E-Turbo мощностью 120 кВт (163 л. с.) и крутящим моментом 230 Н·м, развивающим максимальную скорость 190 км/ч. Двигатель сочетался в паре с шестиступенчатой механической или же автоматической трансмиссией. С июня 2020 года также выпускался гибридный автомобиль с бортовой сетью напряжением 48 В. Мощность электродвигателя составляет 8 кВт, а крутящий момент — 40 Н·м. Применяется литий-железо-фосфатный аккумулятор (LiFePO4).
|                                | 530T                     | 530T (гибридный)         |
| ------------------------------ | ------------------------ | ------------------------ |
| Годы производства              | 2018—2020                | 2020—2023                |
| Характеристики двигателя       |                          |                          |
| Тип                            | Бензиновый (R3)          | Бензиновый (R3)          |
| Наддув                         | Турбонаддув              | Турбонаддув              |
| Степень сжатия                 | 9,5:1                    | —                        |
| Объём                          | 1349 см³                 | 1349 см³                 |
| Мощность при об/мин            | 120 кВт (163 л. с.)/5500 | 120 кВт (163 л. с.)/5500 |
| Крутящий момент при об/мин     | 230 Н⋅м/1800—4400        | 230 Н⋅м/1800—4400        |
| Динамические характеристики    |                          |                          |
| Привод                         | Передний                 | Передний                 |
| Трансмиссия                    | 6-скор. МКПП             | 6-скор. АКПП             |
| Трансмиссия (опционально)      | 6-скор. АКПП             | —                        |
| Массогабаритные характеристики |                          |                          |
| Максимальная скорость          | 190 км/ч [190 км/ч]      | [190 км/ч]               |
| Разгон до 100 км/ч             | — [9,7 сек.]             | [—]                      |
| Расход топлива (л/100 км)      | 6,3 л [6,7 л]            | [6,1 л]                  |
| Масса                          | 1460 кг [1495 кг]        | [1470—1520 кг]           |
| Объём бака                     | 45 л                     | 45 л                     |

Значения в квадратных скобках относятся к моделям с автоматической трансмиссией